# Citadell

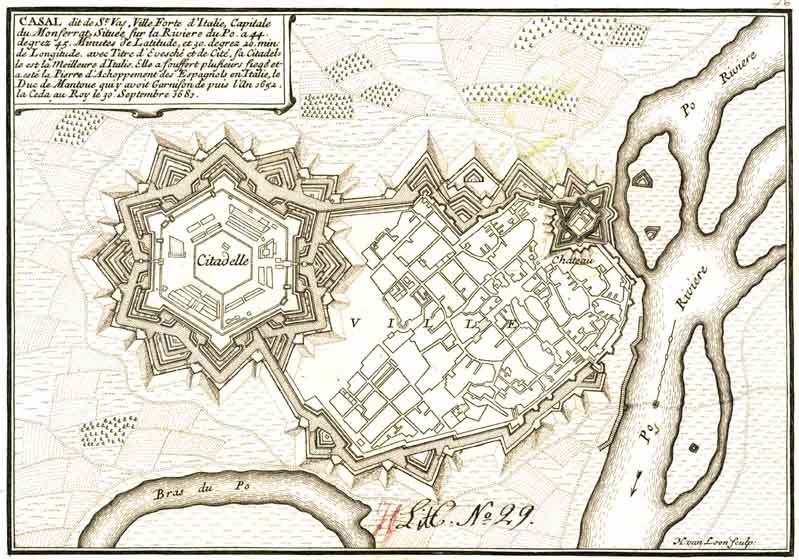
Casale Monferrato under 1600-talet: citadellet är den stjärnformade konstruktionen till vänster.

Ett citadell är en befästning som uppförts med syfte att skydda en stad, ofta anlagd som en sista tillflyktsort inom en stadsbefästning. I vissa fall är citadellet en del av ett slott.
Ordet kommer från cittadella, en diminutivform av det italienska ordet för stad, citta (vilket i sin tur kommer från latin civitas, stad - från civis, medborgare), och betyder således "liten stad".
Ett exempel på detta är Barcelona vars citadell byggdes 1714 för att försäkra byggherren om att katalanerna inte skulle upprepa de uppror mot centralmakten som hade ägt rum i mitten av 1600- och det tidiga 1700-talet. Så snart det politiska läget medgav det, under 1800-talet, rev invånarna citadellet och anlade istället det som idag är stadens största park, Parc de la Ciutadella. Ett liknande exempel är citadellet i Budapest. I Québec finns ett citadell som efter mer än två hundra år fortfarande är i aktiv militär tjänst.
Landskrona citadell är ett svenskt exempel.

## Galleri

Erik Dahlbergs ej genomförda projektplan för Landskrona 1680.
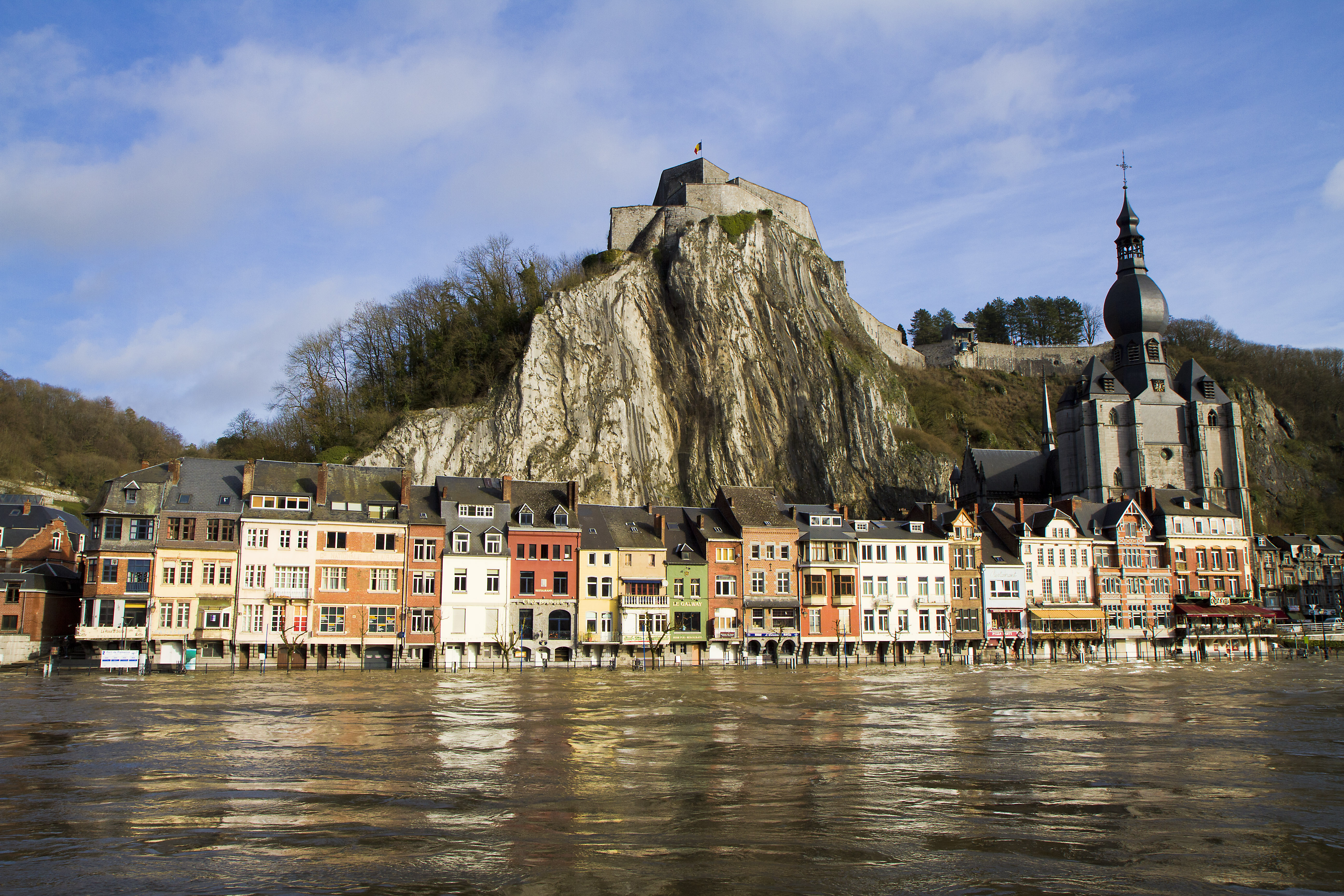
Citadellet i Dinante, Belgien, överblickande staden.
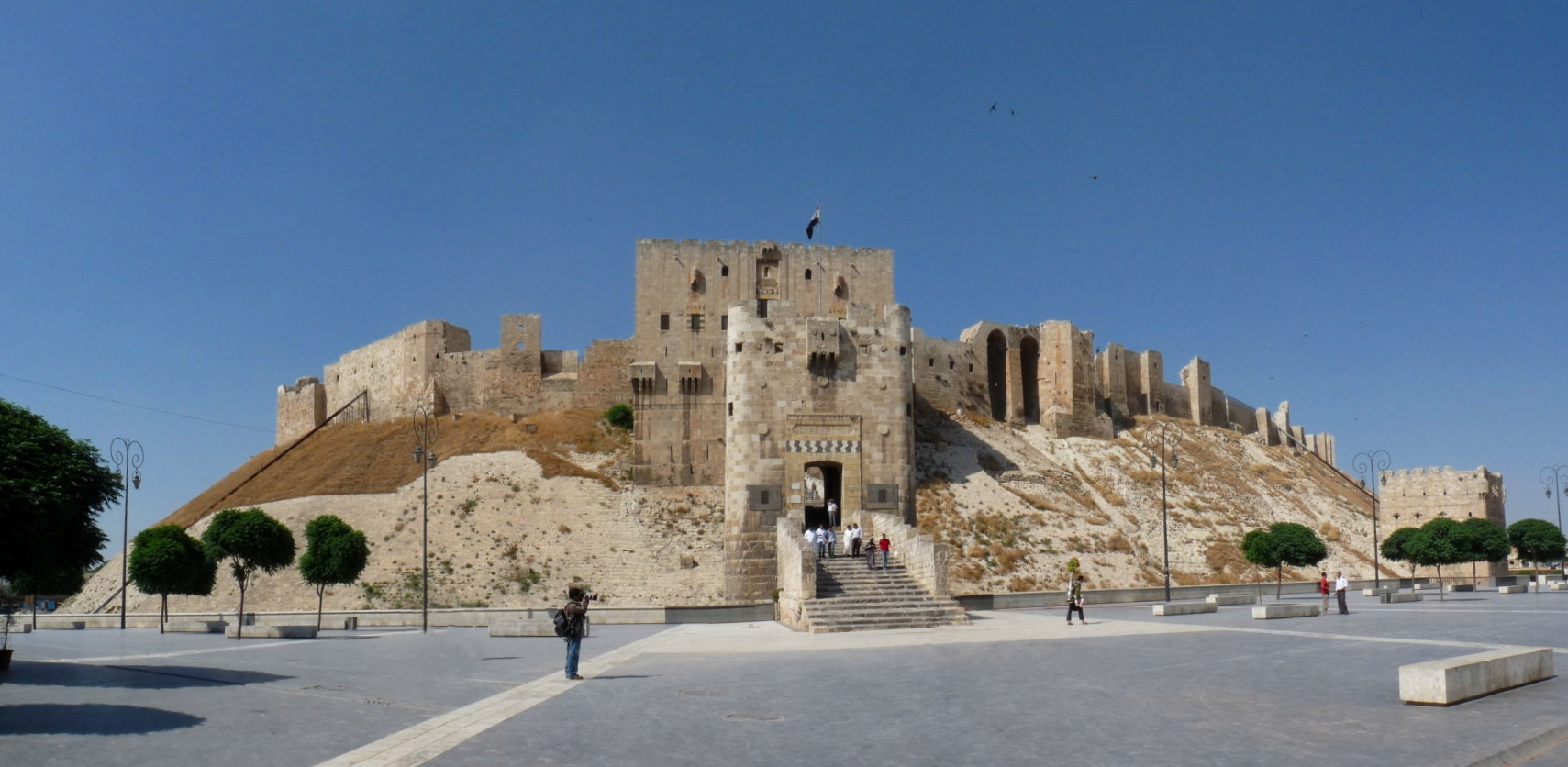
Citadellet i Aleppo, Syrien.
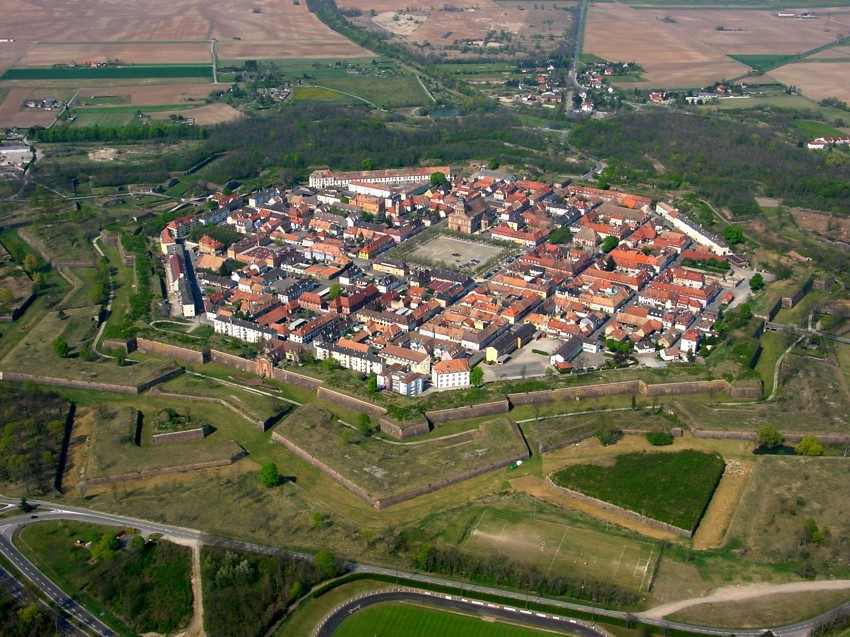
Citadellet Neuf-Brisach i Frankrike.